# Грисуолд, Флоренс
Флоренс Грисуолд (Грисволд) (англ. Florence Ann Griswold; 1850—1937) — жительница города Олд-Лайм, штат Коннектикут, США, дом которой стал ядром художественной колонии Олд-Лайм. Позже её дом был преобразован в художественный музей, являющийся Национальным историческим памятником Соединённых Штатов.

## Биография
Родилась 25 декабря 1850 года в Олд-Лайме, Коннектикут.
Была младшей дочерью корабельного капитана Роберта Грисуолда (англ. Robert Harper Griswold) и его жены Хелен (англ.  Helen Powers Griswold). Вместе с матерью и двумя сестрами (Луизой и Аделью) она открыла в 1878 году школу для девочек (англ. Griswold Home School) и преподавала в ней в течение 14 лет. Когда умерли родители и сестра Луиза, Флоренс с другой сестрой Аделью оказались в сложном финансовом положении в своём большом доме и для сведения концов с концами, стали пускать в дом пансионеров.

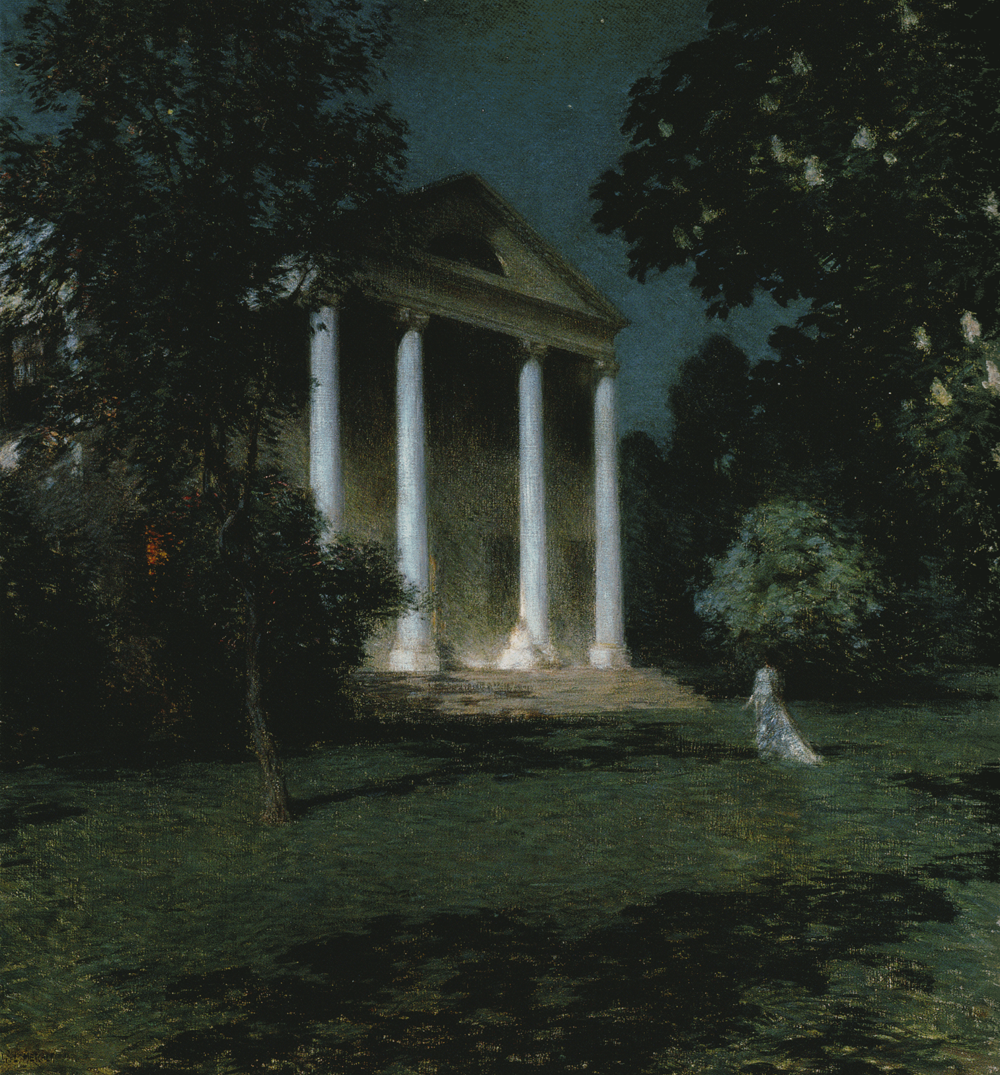
May Night,
Уиллард Меткалф, 1906

В 1899 году художник Генри Рейнджер, только вернувшийся из Европы и вдохновленный примером французских художников Барбизона, снял у девушек комнату и позвал своих знакомых живописцев приехать в эти приятные места. В 1903 году сюда прибыл Чайльд Гассам, который пригласил Уилларда Меткалфа, приехавшего в Олд-Лайм в 1905 году. Среди женщин-художников, которые останавливались в доме Флоренс, были Матильда Браун, а также сёстры Lydia и Breta Longacre. Много других американских импрессионистов обосновались или проводили лето в колонии, среди них выделяется Уилсон Ирвайн, прибывший сюда в 1914 году. Интересно, что первым произведением, приобретённым в коллекцию Галереи Коркоран, была работа «Майская ночь» Уилларда Меткалфа с изображением дома и её владелицы — Флоренс Грисуолд.
Первая жена президента США Вудро Вильсона — Эллен, будучи студенткой искусства, приезжала в Олд-Лайм и подружилась с Флоренс. В свою очередь Грисуолд присутствовала на свадьбе дочери президента Вильсона — Jessie Woodrow Wilson Sayre.
После некоторого пребывания в Олд-Лайме в качестве гостя Флоренс Грисуолд, сюда переехал художник Эдвард Волкерт. Когда в 1921 году была открыта Lyme Art Association’s gallery и Грисуолд стала её первым директором, Эдвард Волкерт стал первым секретарём ассоциации и галереи, проведя в городе всю оставшуюся жизнь.
В середине 1930-х годов, в связи с пошатнувшимся здоровьем, Грисуолд столкнулась с финансовыми трудностями и была вынуждена рассмотреть вопрос о продаже дома, чтобы рассчитаться с долгами. Несколько художников организовали ассоциацию Florence Griswold Association, чтобы приобрести дом и превратить его в музей, но это им не удалось и дом купил судья Роберт Марш (англ. Robert McCurdy Marsh), который предоставил Флоренс возможность жить в доме до её смерти.
Умерла 6 декабря 1937 года в Олд-Лайме, Коннектикут. В 2002 году Флоренс Грисуолд была введена в зал славы Connecticut Women’s Hall of Fame.